# Nachverdichtung
Als Nachverdichtung (selten: bauliche Nachverdichtung) oder Innenverdichtung bezeichnet man das Nutzen freistehender Flächen und die Erhöhung der Kubatur innerhalb bereits bestehender Bebauung. Dadurch wird die Wohndichte erhöht, mit dem Ziel einer Zersiedelung entgegenzuwirken.

## Verfahrensweisen
Die Nachverdichtung kann u. a. erfolgen durch:
- Schließen von Baulücken
- Vervollständigung offener Bebauung zu geschlossener Bebauung, etwa Blockrandbebauung
- Aufstocken von vorhandenen Bauten, Dachgeschossausbau u. ä. (mehr umbauter Raum)
- Abriss vorhandener Bauten und Bau größerer Gebäude
- Hinterlandbebauung (zum Beispiel im Garten langer Grundstücke)
- Hofbebauung bzw. die Erweiterung von Bestandsbauten durch Hinterhäuser

## Vorteile
- Nachverdichtung dient der besseren Auslastung von vorhandener Infrastruktur (z. B. Kanalisation, ÖPNV) – ihre Fixkosten können auf eine größere Zahl von Bewohnern umgelegt werden. Die neuen Gebäude müssen nicht erst aufwändig erschlossen werden. Dies spart Kosten für die öffentliche Hand, aber auch für die bisherigen und neuen Bewohner.
- Aus stadtplanerischer Sicht unterstützt Nachverdichtung die angestrebte Innenentwicklung.
- Aus städtebaulicher Sicht dient Nachverdichtung der gestalterischen Verbesserung des Ortsbildes durch eine beruhigtere und einheitlichere Fassadenfront, und damit eine mögliche städtebauliche Aufwertung von Quartieren.
- Aus Perspektive der Eigentümer wird insbesondere in vorhandenen Immobilien zusätzliche Nutzfläche wirtschaftlich erstellt durch Nutzung von bereits vorhandenen Erschließungen und Tragwerken.
- Nutzer empfinden die Wohnqualität in gewachsenen Quartieren oft als besser als die eines Neubaugebietes.
- Nachverdichtung kann zu einer Stadt der kurzen Wege führen, wenn die Nachverdichtung auch zu stärkerer Nutzungsmischung beiträgt.

## Nachteile
Wenn auch der Zersiedelung durch Nachverdichtung ein gewisser Einhalt geboten wird, fördert sie doch die Flächenversiegelung, falls die Nachverdichtung nicht auf einer bereits versiegelten Brachfläche stattfindet. Besonders in Städten gehen Vegetation und Freiräume verloren, werden letzte Wanderwege für Kleintiere versperrt, die Luftzirkulation (Luftschneisen) wird eingeschränkt und insgesamt die Stadtökologie und das Stadtklima womöglich ungünstig beeinflusst (Bildung von Wärmeinseln, erhöhte Feinstaubkonzentration).
Neubauten und der damit verbundene Zuzug führen gelegentlich aus Sicht der alteingesessenen Anwohner je nach Art des Bauvorhabens zu Verdrängung durch Gentrifizierung oder zur Abwertung der Lebensqualität durch Ghettoisierung, wachsender Bevölkerungsdichte bzw. wachsender Verkehrsdichte.
Daher entstehen ortsweise Bürgerinitiativen gegen geplante Nachverdichtungen, die sich v. a. gegen Grünflächen-Verluste zur Wehr setzen. Beispiele sind Hamburg, Darmstadt, Freiburg und Heidelberg.